# Corpo nazionale dei vigili del fuoco
Le Corpo nazionale dei vigili del fuoco (en abrégé CNVVF ; en français « Corps national des sapeurs pompiers ») est un corps de police et d'intervention civile de la République italienne intervenant dans la sécurité publique et la police judiciaire et administrative.
Le corps dépend du ministère de l'Intérieur et en particulier du Dipartimento dei vigili del fuoco, del soccorso pubblico e della difesa civile. La tâche du corps consiste à assurer la sécurité des personnes, des animaux et des biens et à donner une assistance technique aux industries et des conseils de prévention d'incendie. Il s'assure également de la sécurité publique en cas d'urgence terroriste telles que les attaques chimiques, bactériologiques, radiologiques et nucléaires.

## Histoire
Pendant le tremblement de terre calabro-sicilien de 1908, les corps de pompiers de différentes villes italiennes ont connu de nombreux dysfonctionnements causés par le manque d'instructions du dispositif et de coordination du matériel. Le gouvernement fasciste, via le ministère de l'intérieur, a ordonné la conception et la création d'un organe de protection incendie unifié à Alberto Giombini (it) (né à Jesi le 18 juillet 1898). La Vigili del Fuoco, actif depuis 1938 a été instauré officiellement par le décret royal no  333 du 29 février 1939, fusionne tous les organes de protection incendie déjà existants dans les différentes villes du pays. L'organisme a joué un rôle important dans le soulagement de la population civile touchée par les bombardements de la Seconde Guerre mondiale.

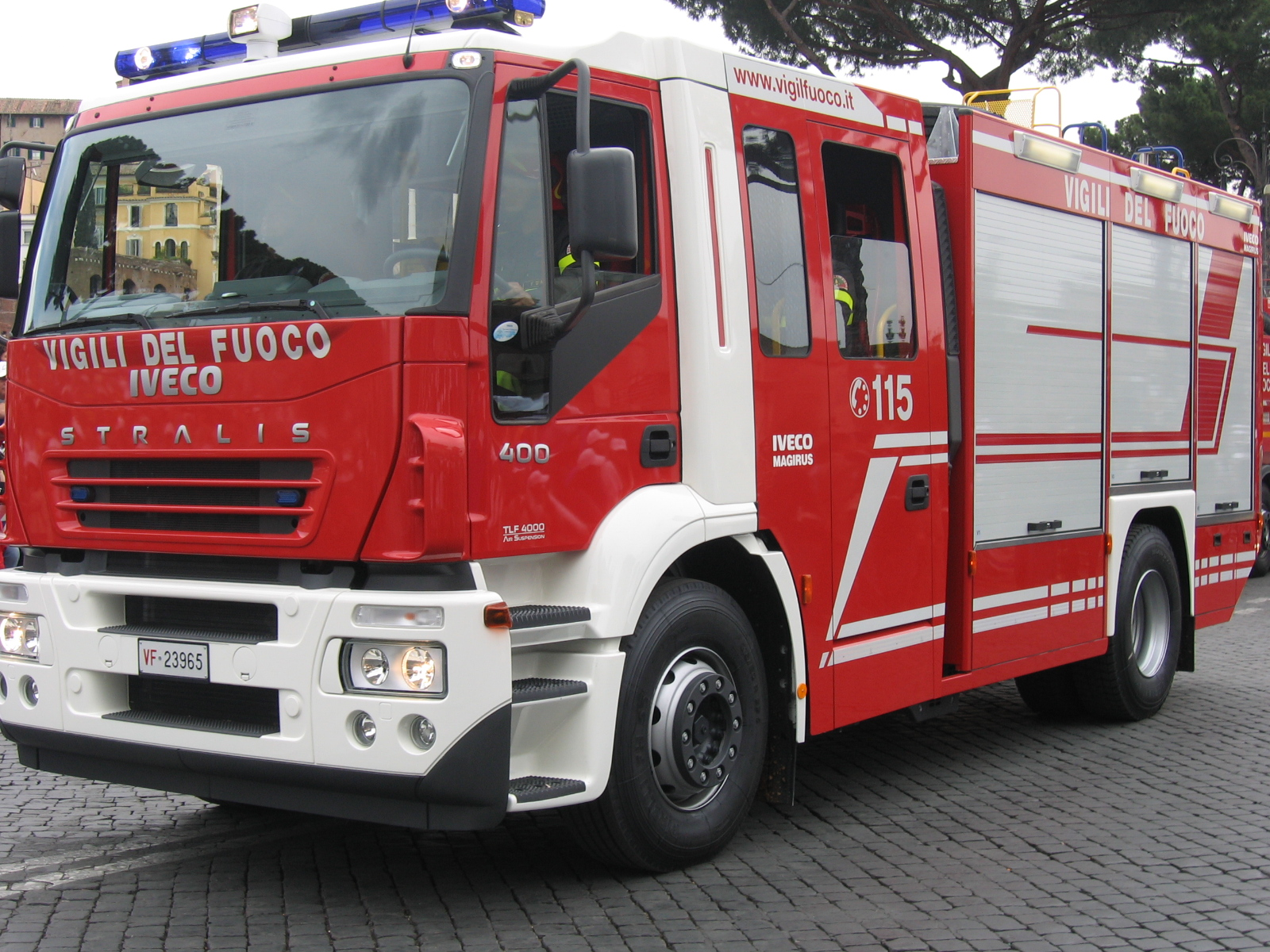
Autopompe
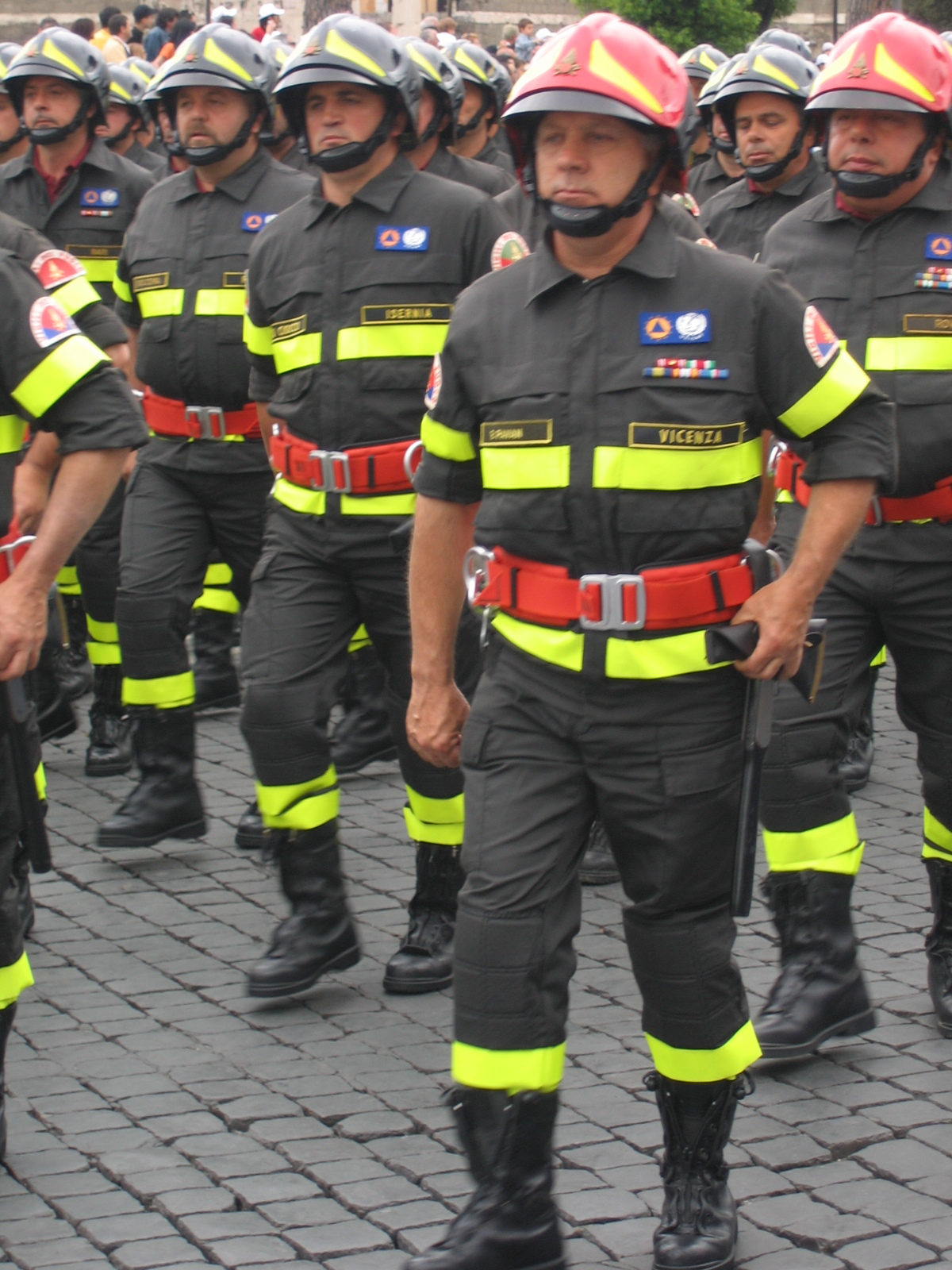
Défilé en 2006 à Rome
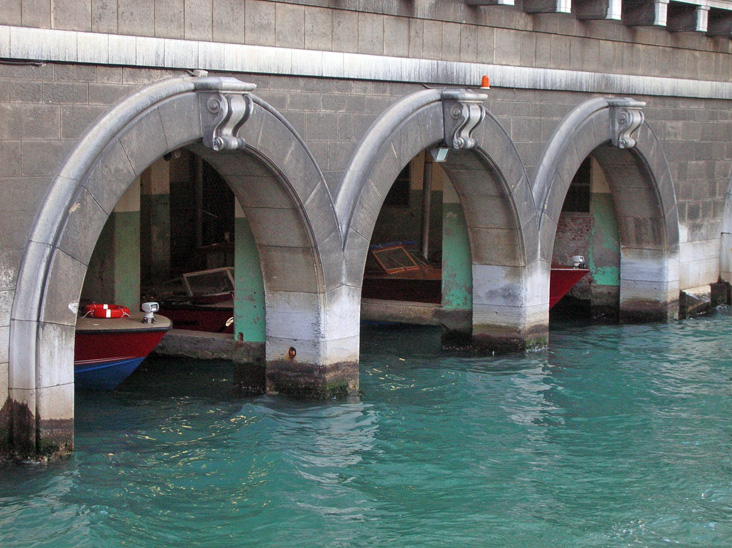
à Venise
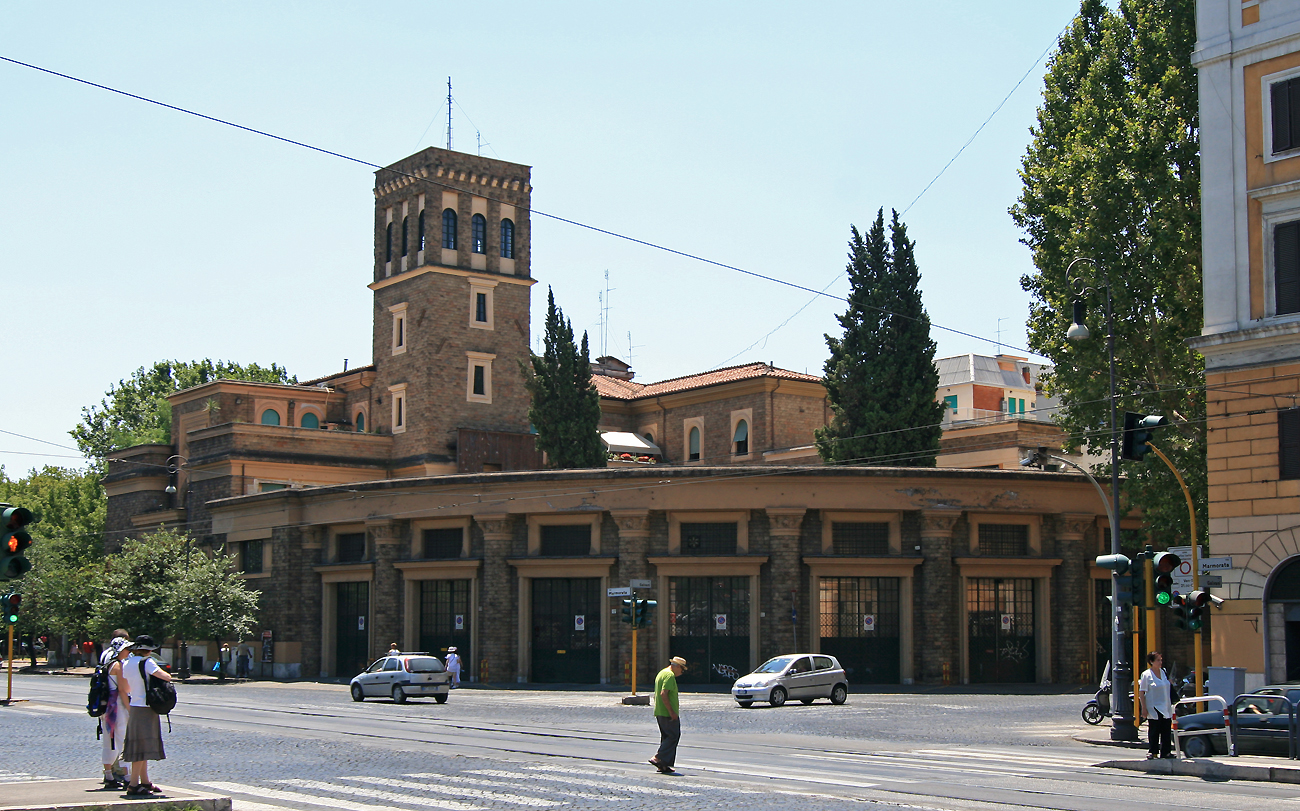
Caserne, Via Marmorata, Testaccio, Rome
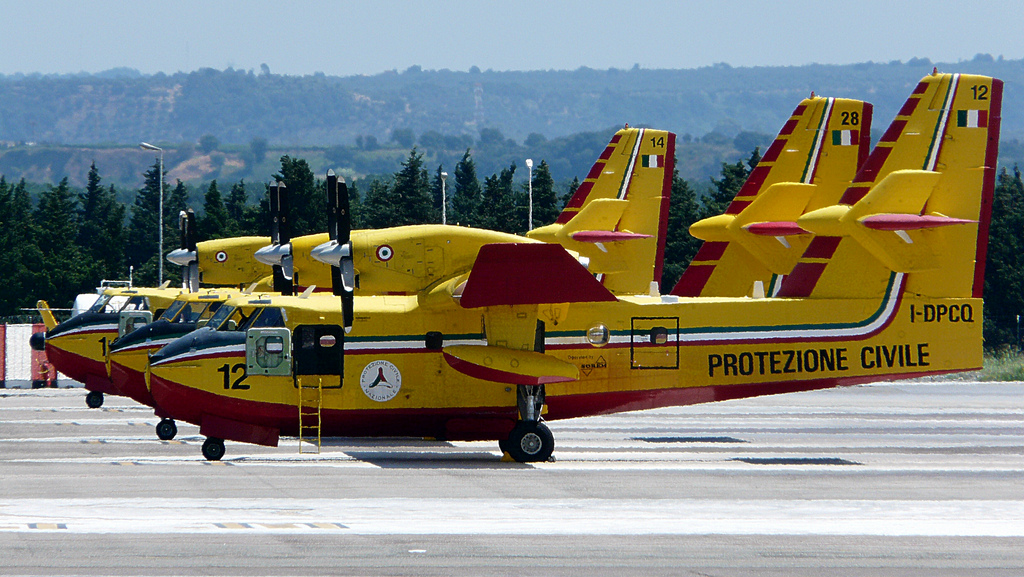
Canadairs

## Honneur
L'astéroïde (345763) Pompiere est nommé en l'honneur des pompiers italiens.